# Gaspar de la Cueva
Gaspar de la Cueva (Sevilla, 1587-Perú, después de 1640)  fue un escultor español del siglo XVII discípulo de Martínez Montañés. Se cree que nació en Sevilla alrededor de 1587, en esta ciudad contrajo matrimonio en la Iglesia de Santa María Magdalena en 1609 con Catalina Ruiz de Milán. 

## Biografía
Realizó diversas obras escultóricas en Sevilla y sus alrededores,  alrededor del año 1615 se embarcó con destino al virreinato del Perú, donde fue uno de los pioneros en la difusión de la escuela de escultura barroca realista sevillana en América. En Perú permaneció el resto de su vida, principalmente en Lima donde pasó penurias y permaneció varias temporadas en prisión por deudas. A partir de 1629 vivió en Potosí, ciudad en la que su actividad artística fue mucho más intensa y donde se conservan muchos de sus trabajos. En Potosí coincidió y colaboró ocasionalmente con Luis de Espíndola y Fabián Jerónimo lo que complica realizar atribuciones de algunas obras. Se cree que durante algunos años entre 1633 y 1638 se trasladó a Sucre (Bolivia), entonces perteneciente al virreinato del Perú, donde se han documentado algunos obras de su autoría y otras atribuidas.
Su obra está compuesta exclusivamente por imaginería religiosa. Algunas de sus tallas más conocidas son el Cristo de Burgos de la Iglesia de San Agustín, el Ecce Homo de la iglesia de San Francisco, y un San Bartolomé en el templo de Sica-Sica, todas ellas en Potosí. Entre las obras atribuidas, se encuentra el Cristo Resucitado que se conserva en la Iglesia de San Francisco (Santiago de Chile), la Virgen de Montserrat de la Hermandad de Montserrat (Sevilla) y el Jesús Nazareno de la Hermandad de El Silencio (Sevilla), imagen esta última tradicionalmente asignada al escultor Francisco de Ocampo.